# Pyrops bacula
Pyrops bacula är en insektsart som först beskrevs av Gerstaecker 1895.  Pyrops bacula ingår i släktet Pyrops och familjen lyktstritar. Inga underarter finns listade i Catalogue of Life.